# Patrici Arnau i Pericas
Patrici Arnau i Pericas (Barcelona, 10 de novembre de 1907 - Barcelona, 26 d'abril de 1991) fou un futbolista català dels anys 1920 que jugava d'interior dret.

## Trajectòria
Ingressà a l'infantil del FC Barcelona l'any 1920 a l'edat de 12 anys. Passà posteriorment al quart equip, tercer, segon i finalment al primer equip al temporada 1923-24. Formà part del Barça de "l'edat d'or", al costat d'homes com Josep Samitier, Vicenç Piera o Sagi Barba. Fou un dels jugadors que guanyà la primera lliga del club l'any 1929, guanyant a més tres Copes d'Espanya i vuit campionats de Catalunya. Finalitzà la seva carrera futbolística el 1934. Disputà 265 partits amb el club i marcà 65 gols.
El 9 de juny de 1930 es disputà un partit d'homenatge en honor seu entre el València CF i el FC Barcelona, que finalitzà amb victòria blaugrana per 3 a 2.
Formà part de la selecció catalana de futbol en diverses ocasions.

## Palmarès
- Campionat de Catalunya: 1924, 1925, 1926, 1927, 1928, 1930, 1931, 1932
- Lliga d'Espanya: 1929
- Copa d'Espanya: 1925, 1926, 1928
- Campionat d'Aragó-Catalunya-València: 1926
- Campionat de Catalunya-Múrcia-València: 1927
- Campionat d'Aragó-Catalunya-País Basc: 1927
- Copa de Campions: 1927-28